# Kleinholbach
Kleinholbach ist ein Ortsteil der Ortsgemeinde Girod im rheinland-pfälzischen Westerwaldkreis. Die beiden Dörfer sind durch die A 3 getrennt.
Die heutige Gemeinde Girod entstand am 7. Juni 1969 durch die Neubildung aus den zuvor eigenständigen Gemeinden Girod (595 Einwohner) und Kleinholbach (326 Einwohner).

## Geschichte
Kleinholbach wird 1350 erstmals als Wingenholbach erwähnt. Der Ort war zunächst Teil des Kirchspiels Nentershausen. Die Kapelle St. Peter und Paul wird 1525 erstmals genannt. Das heutige Bauwerk stammt aus dem Jahr 1771. 1711 wurde der Ort Teil der Pfarrei Großholbach.
Die Michelsmühle nahe dem Ort wird 1566 erstmals erwähnt und bestand bis in das 19. Jahrhundert.

## Kulturdenkmäler

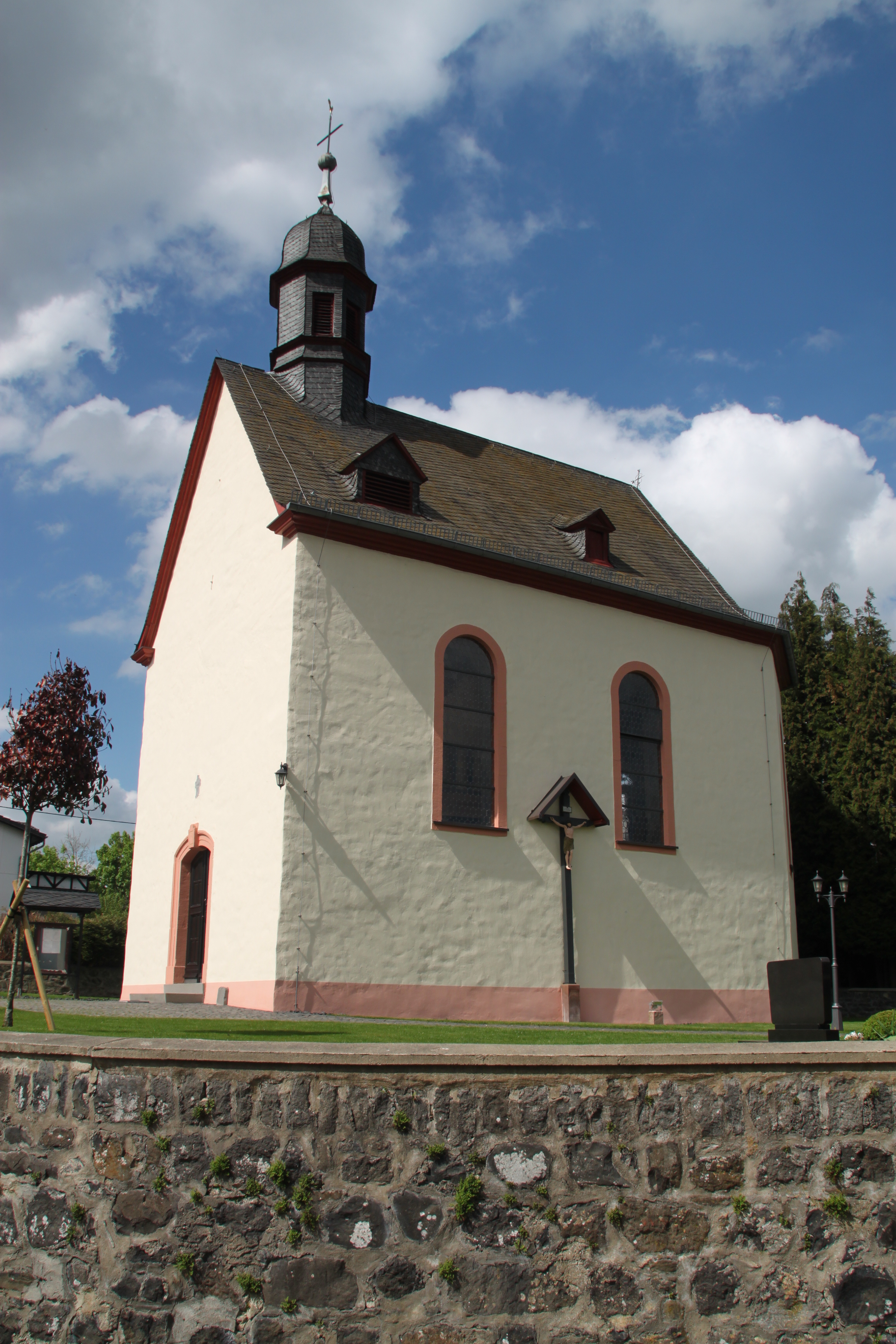
Kirche St. Peter und Paul

- Katholische Filialkirche St. Peter und Paul

## Verkehr
Durch Kleinholbach verläuft die Regionalbuslinie 450 (Limburg–Diez–Nentershausen–Montabaur), welche durch Griesar im Auftrag von Rhein-Mosel-Bus betrieben wird.
Nächster Bahnhalte sind der Haltepunkt Girod und der Bahnhof Goldhausen an der Bahnstrecke Limburg-Staffel–Siershahn. Kleinholbach liegt im Gebiet des Verkehrsverbund Rhein-Mosel (VRM).